# Dolomitas de Gardena e de Fassa
Os Dolomitas de Gardena e de Fassa (em italiano:  Dolomiti di Gardena e di Fassa) é um maciço montanhoso que se encontra na região de Trentino-Alto Adige e Véneto da província de Verona na  Itália. O ponto mais alto é o Punta Penia com 3.343 m na cadeia da Marmolada.

## Localização
Os Dolomitas de Gardena estão rodeadas a Norte pelos Alpes de Zillertal dos Alpes do Tauern ocidentais, e a Oeste pelos Alpes de Sarentino dos Alpes Réticos orientais. Da mesma  secção têm a Leste as Dolomitas de Sesto, de Braies e de Ampezzo,  a Sudeste as Dolomitas de Zoldo, e a Sudoeste as  Dolomitas de Fiemme.

## SOIUSA
A Subdivisão Orográfica Internacional Unificada do Sistema Alpino (SOIUSA) dividiu os Alpes em duas grandes Partes: Alpes Ocidentais e Alpes Orientais, separados pela linha formada pelo  Rio Reno - Passo de Spluga - Lago de Como - Lago de Lecco.
A secção das Cordilheira das Dolomitas é formada pelos Dolomitas de Sesto, de Braies e de Ampezzo, Dolomitas de Zoldo, Dolomitas de Gardena e de Fassa, Dolomitas de Feltre e de Pale de São Martinho, e Dolomitas de Fiemme.

### Classificação  SOIUSA
Segundo a SOIUSA este acidente geográfico é uma Sub-secção alpina com as seguintes características:
- Parte = Alpes Orientais
- Grande sector alpino = Alpes Orientais-Sul
- Secção alpina = Cordilheira das Dolomitas
- Sub-secção alpina =  Dolomitas de Gardena e de Fassa
- Código = II/C-31.III

## Imagens

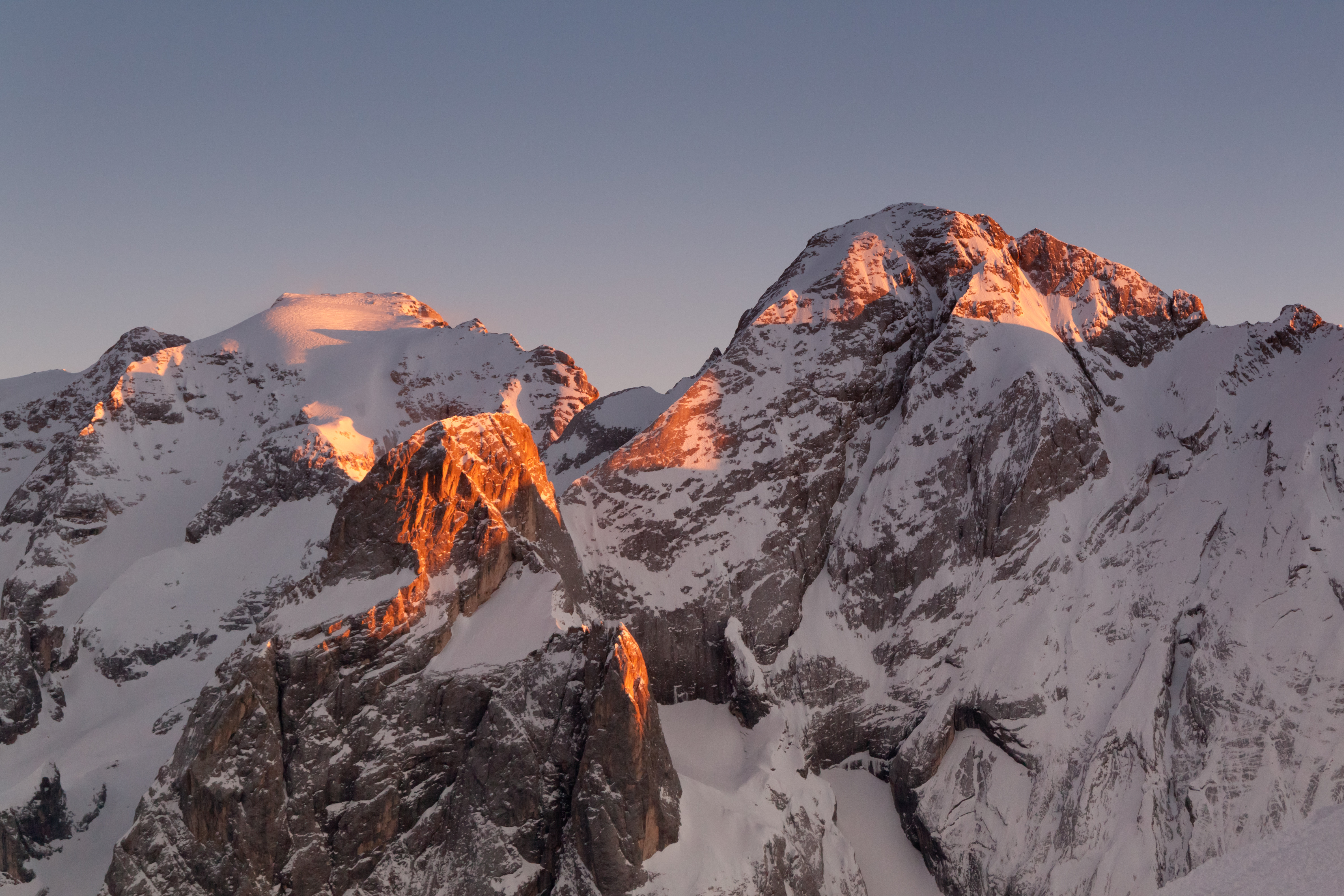
O Marmolada ao pôr do Sol